# Гзелль, Эмиль (фотограф)
Эми́ль Гзелль (фр. Émile Gsell; 31 декабря 1838, Сент-Мари-о-Мин, Франция — 16 октября 1879, Сайгон, Французский Индокитай) — французский пионер фотографии. Один из первых, запечатлевших на фотографиях памятники и людей Вьетнама и Камбоджи.

## Биография
Известная нам биография Эмиля Гзелля неполна и отрывочна. Немец по национальности, он родился 31 декабря 1838 года в коммуне Сент-Мари-о-Мин, департамент Верхний Рейн, Франция. Его отец был набивщиком тканей по профессии. У него был брат, на два года моложе Эмиля. Согласно переписи 1858 года, семья на тот момент жила в Париже.
По всей видимости, Гзелль был участником начатой в 1861 году программы подготовки армейских фотографов, проводившейся французским пионером фотографии Андре Дисдери. По-видимому, был в составе французского экспедиционного корпуса во время Первой франко-вьетнамской войны 1858—1862 годов, в результате которой оказался в Кохинхине. После выхода в отставку в 1865 году, решил остаться жить во Французском Индокитае и не возвращаться в Метрополию.
В июне 1866 года был первым фотографом, запечатлевшим храмовый комплекс Ангкор-Ват. В том же году участвовал в качестве фотографа в экспедиции по исследованию реки Меконг под руководством Эрнеста Дудар де Лагре. В сентябре или в октябре 1868 года открыл первую постоянную фотостудию в Сайгоне, просуществовавшую до 1879 года. В апреле 1875 года участвовал в экспедиции по реке Хюэ под руководством лейтенанта Броссара де Корбиньи. С ноября 1876 по январь 1877 — в экспедиции по изучению верхнего течения реки Хонгха под руководством французского консула в Ханое Лёжюмо де Кергарадека.
Скончался в Сайгоне 16 октября 1879 года.

## Фотографии
Наряду с шотландцем Джоном Томсоном, Эмиль Гзелль был одним из первых, запечатлевших на фотографии юг современного Вьетнама и Камбоджу, в частности — храмовый комплекс Ангкор-Ват. Гзелль — автор сотен фотографических работ, изображавших архитектурные памятники, портреты и жанровые сценки. Качество фотографий очень высокое — Гзелль получил за них медаль Всемирной выставки, проходившей в 1873 году в Вене.
Уже вскоре после смерти Гзелля его наследие стало предметом тщательных исследований других фотографов — сперва Отто Вегенера в начале 1880-х годов, а с 1883 года Леона Видаля. В настоящее время значительная часть фотоархива Эмиля Гзелля хранится в парижском музее Гиме. Несмотря на дошедшие до нас сотни фотографий Гзелля, не известно ни одного его фотопортрета.

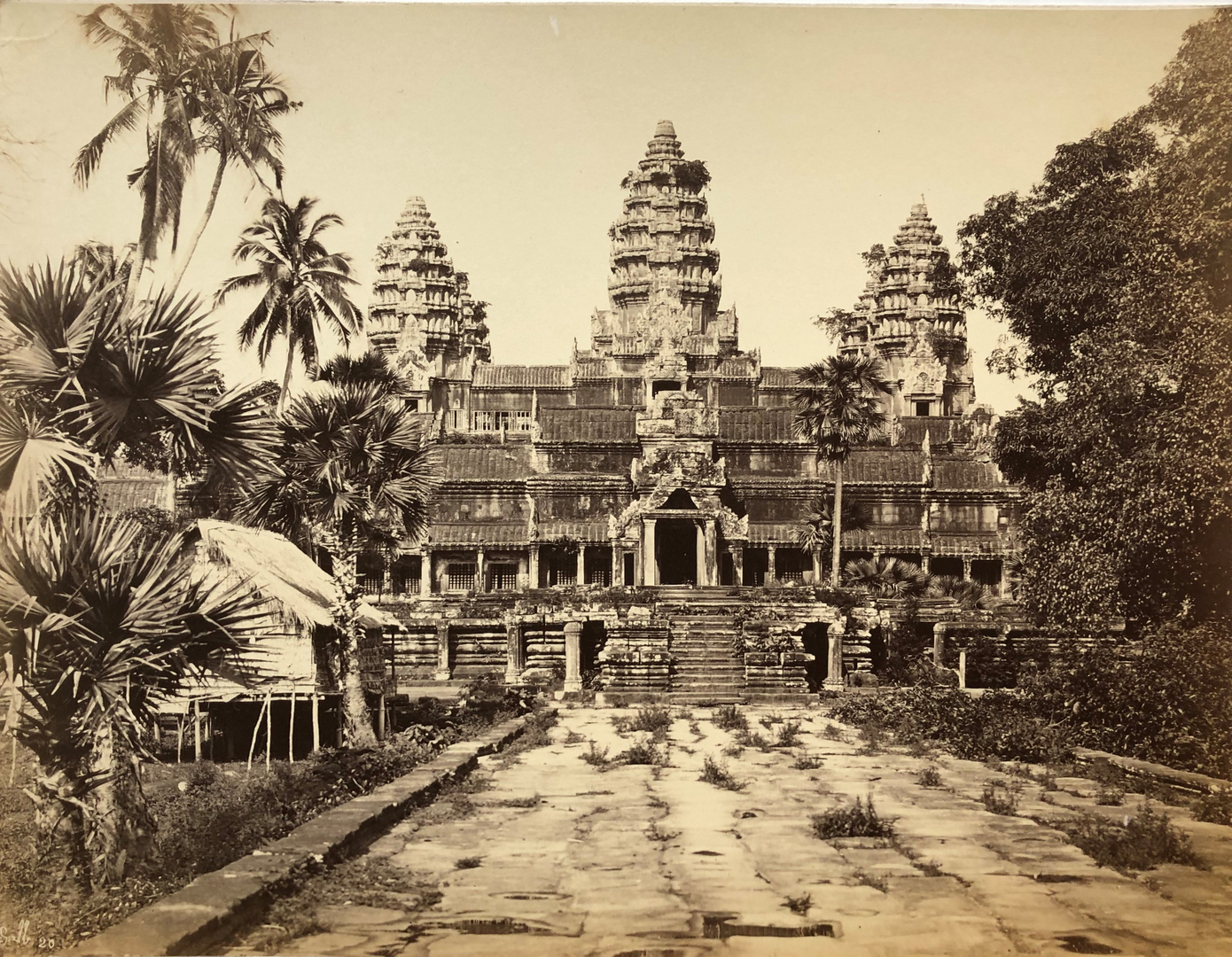
Ангкор-Ват, 1866
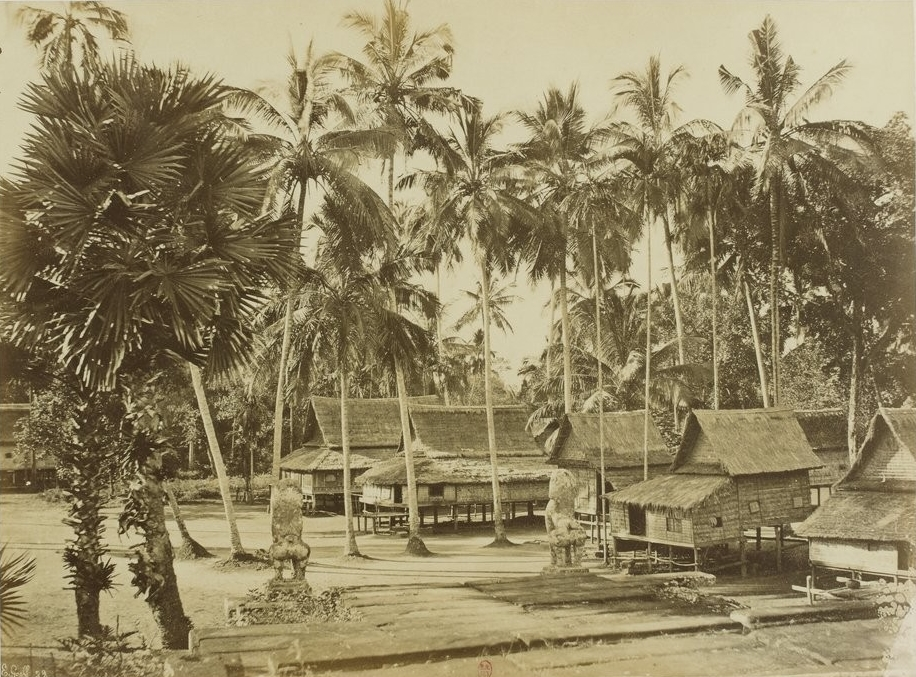
Буддистский монастырь в Ангкоре, 1866
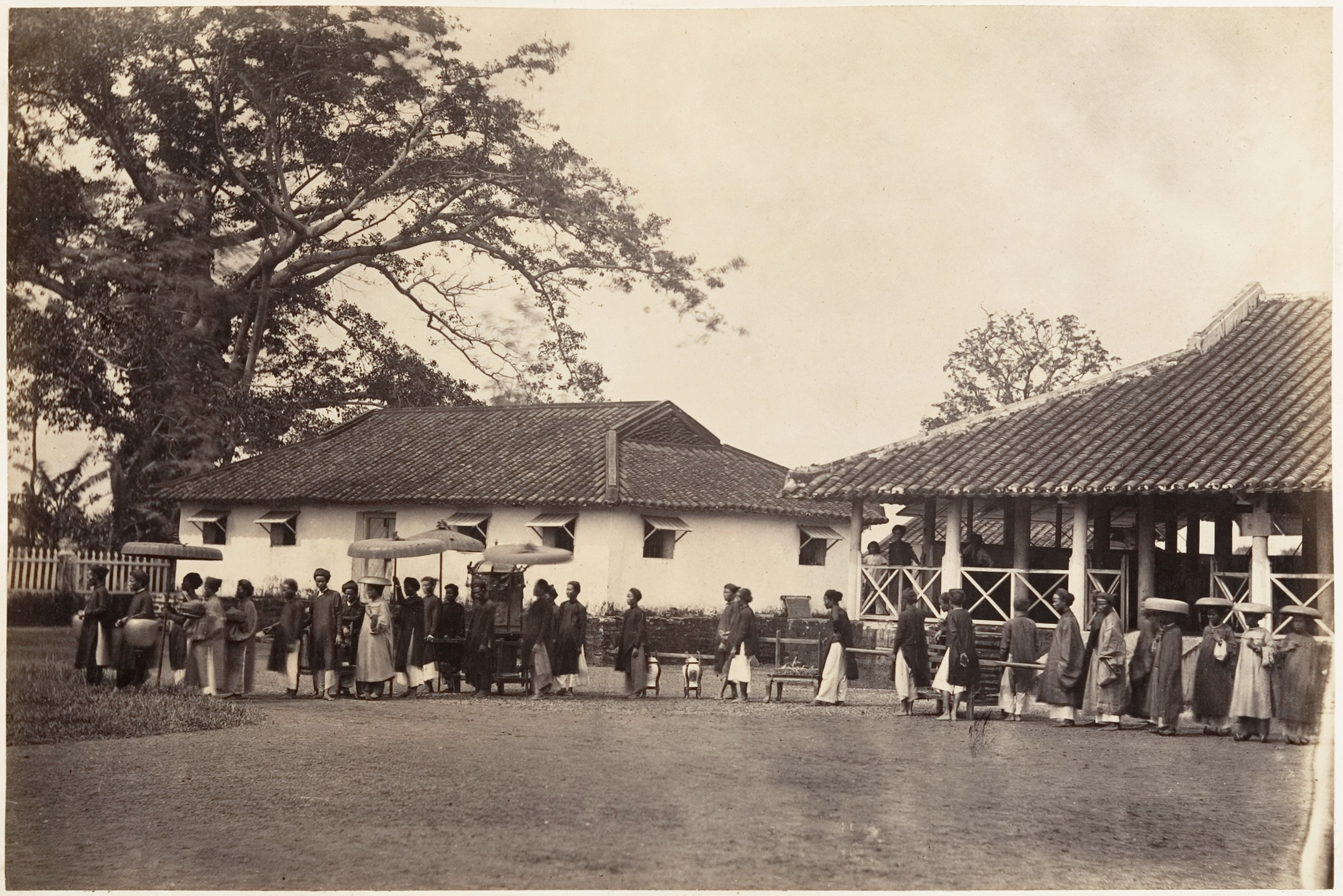
Свадебная процессия в Кохинхине, 1866
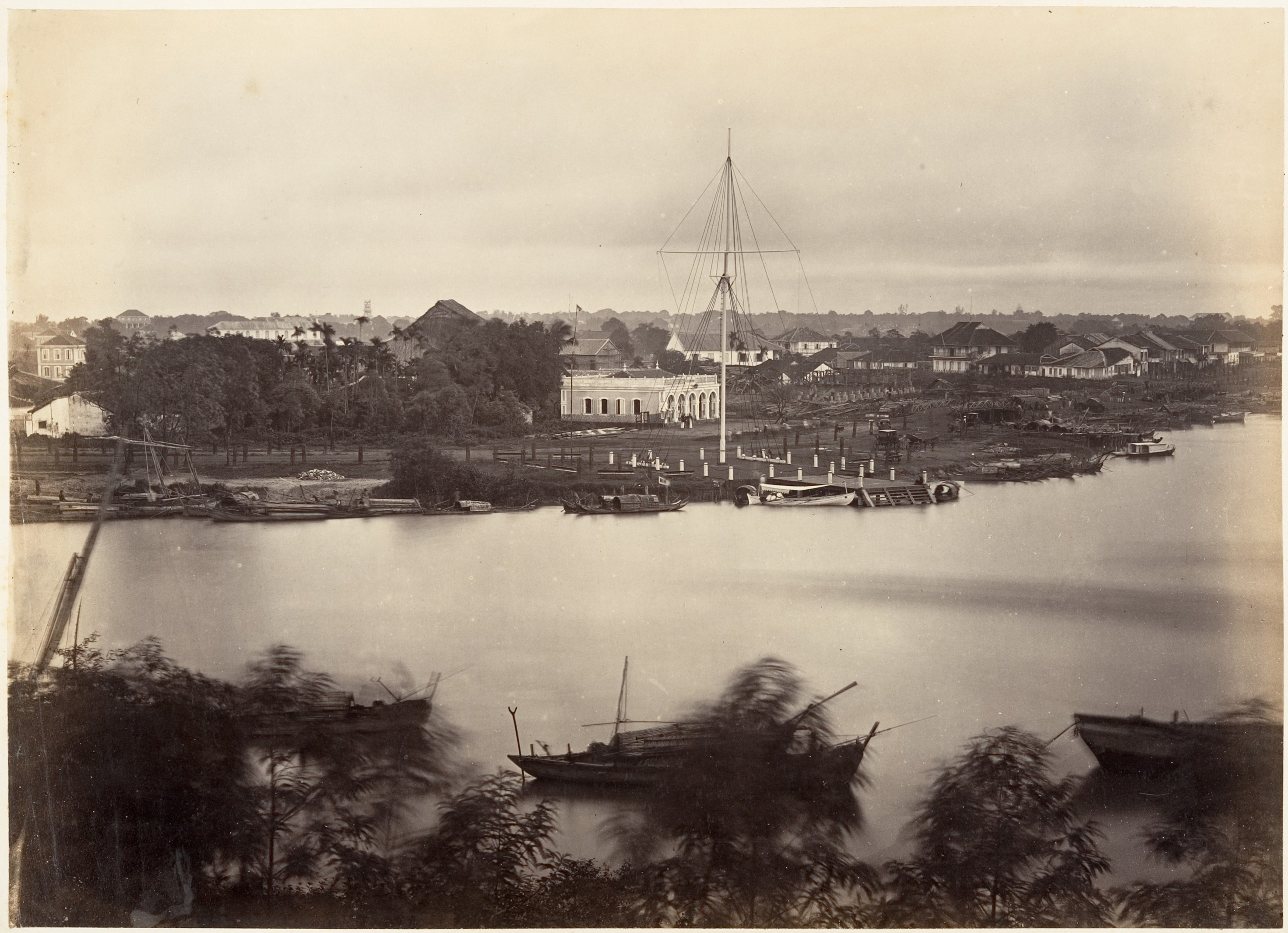
Сайгон, 1866
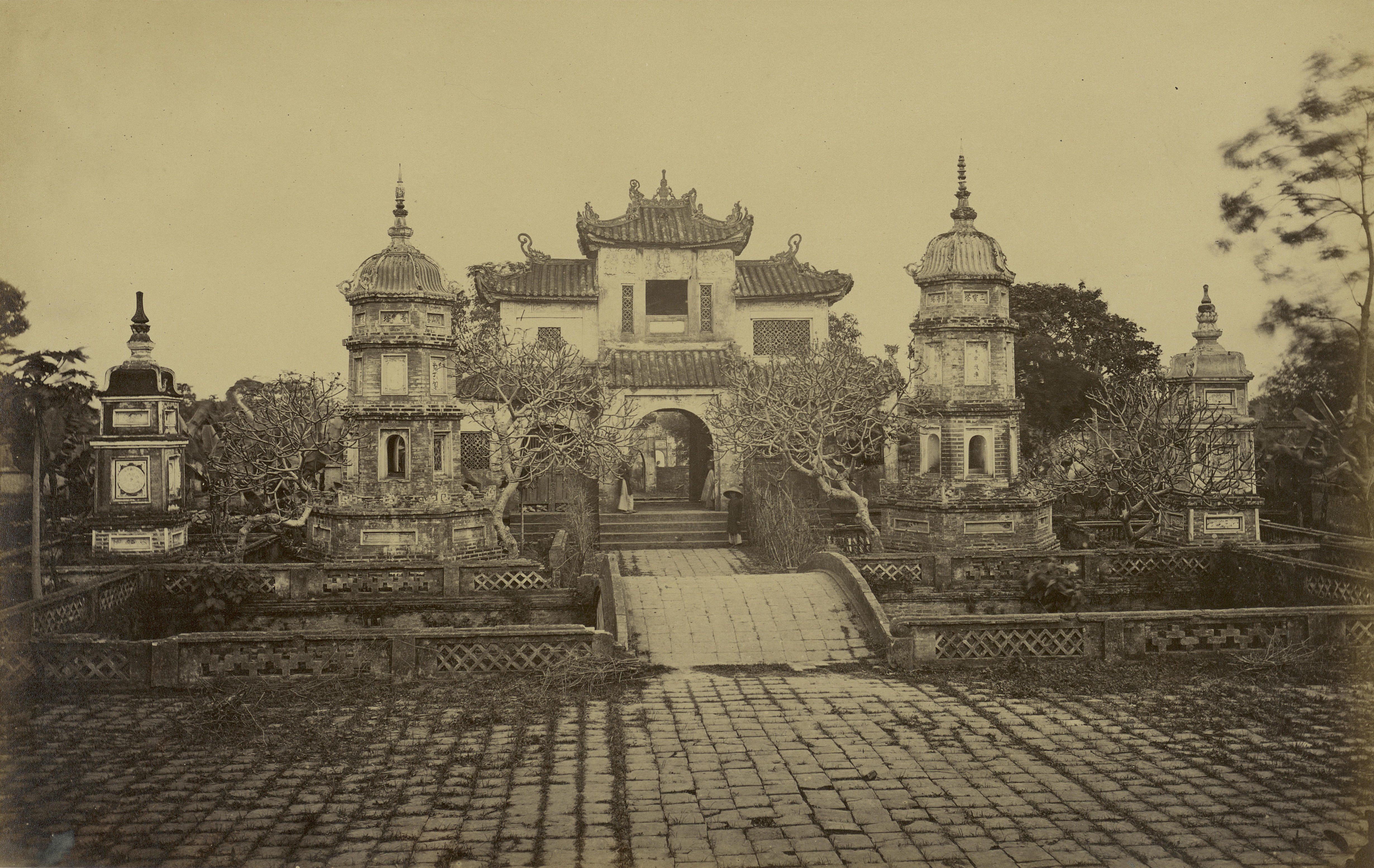
Тонкин
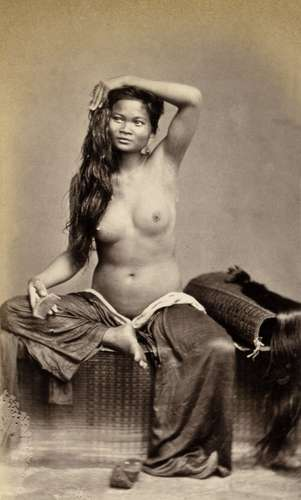
Женщина
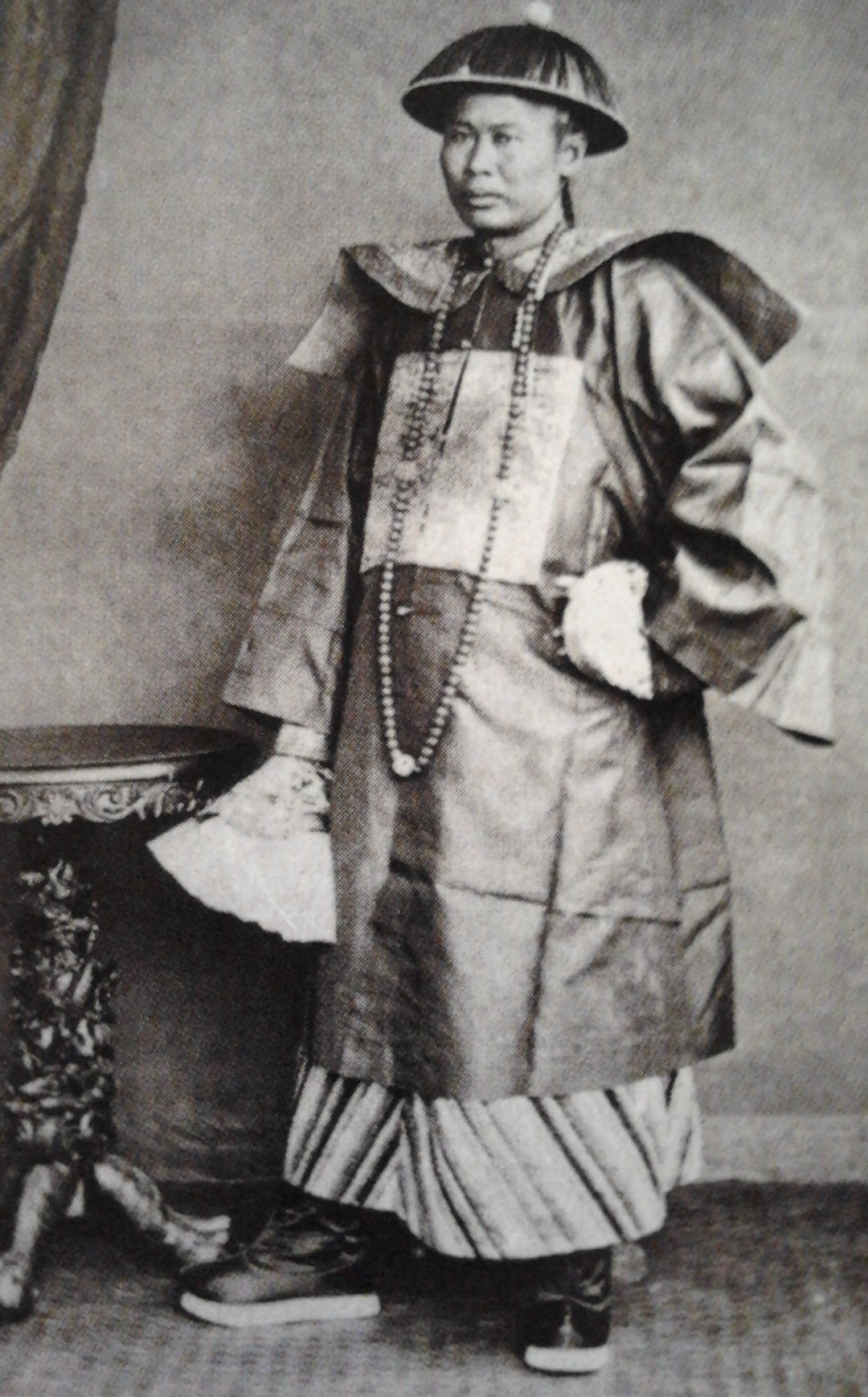
Настоятель китайского монастыря
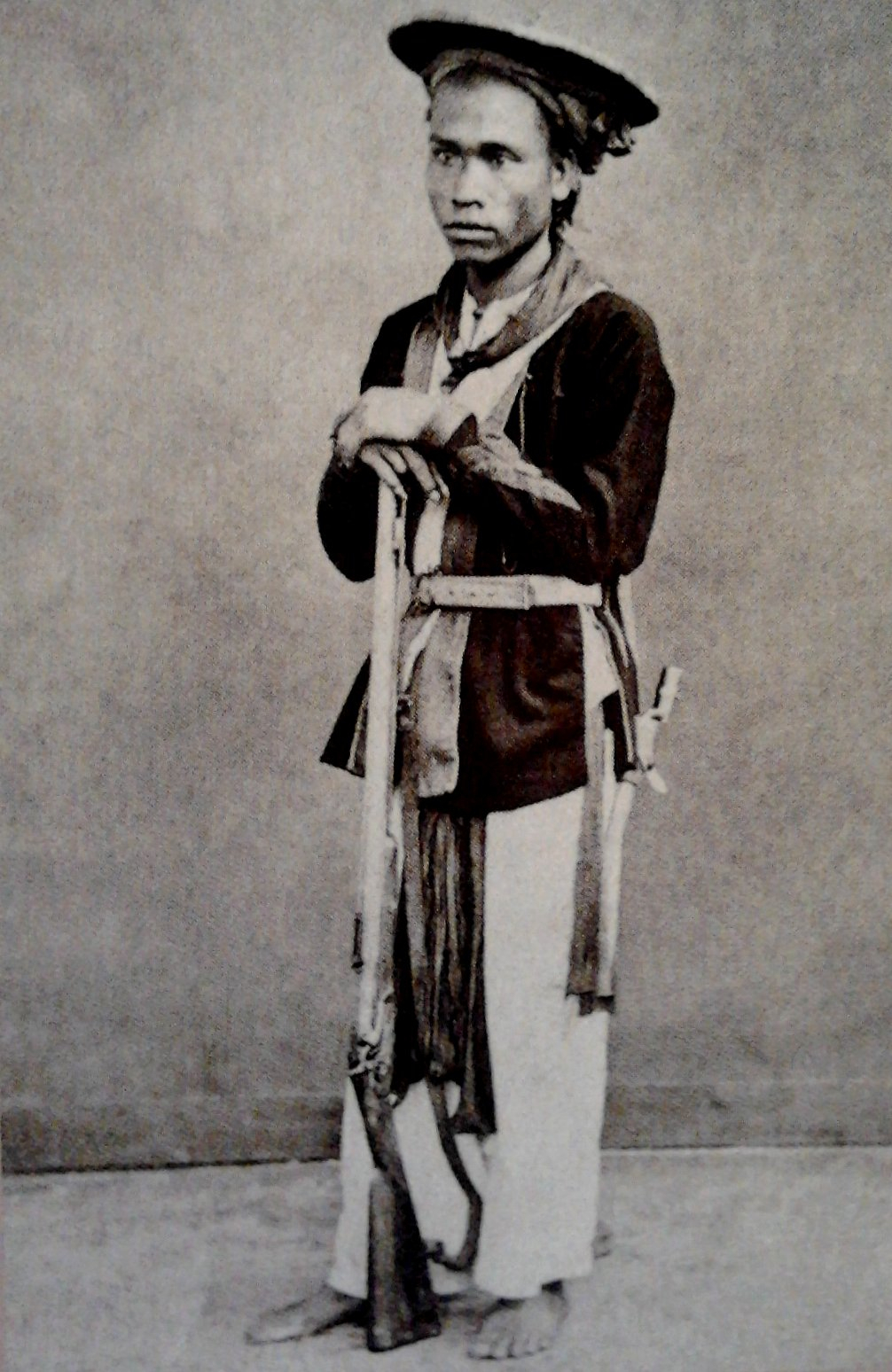
Ополченец
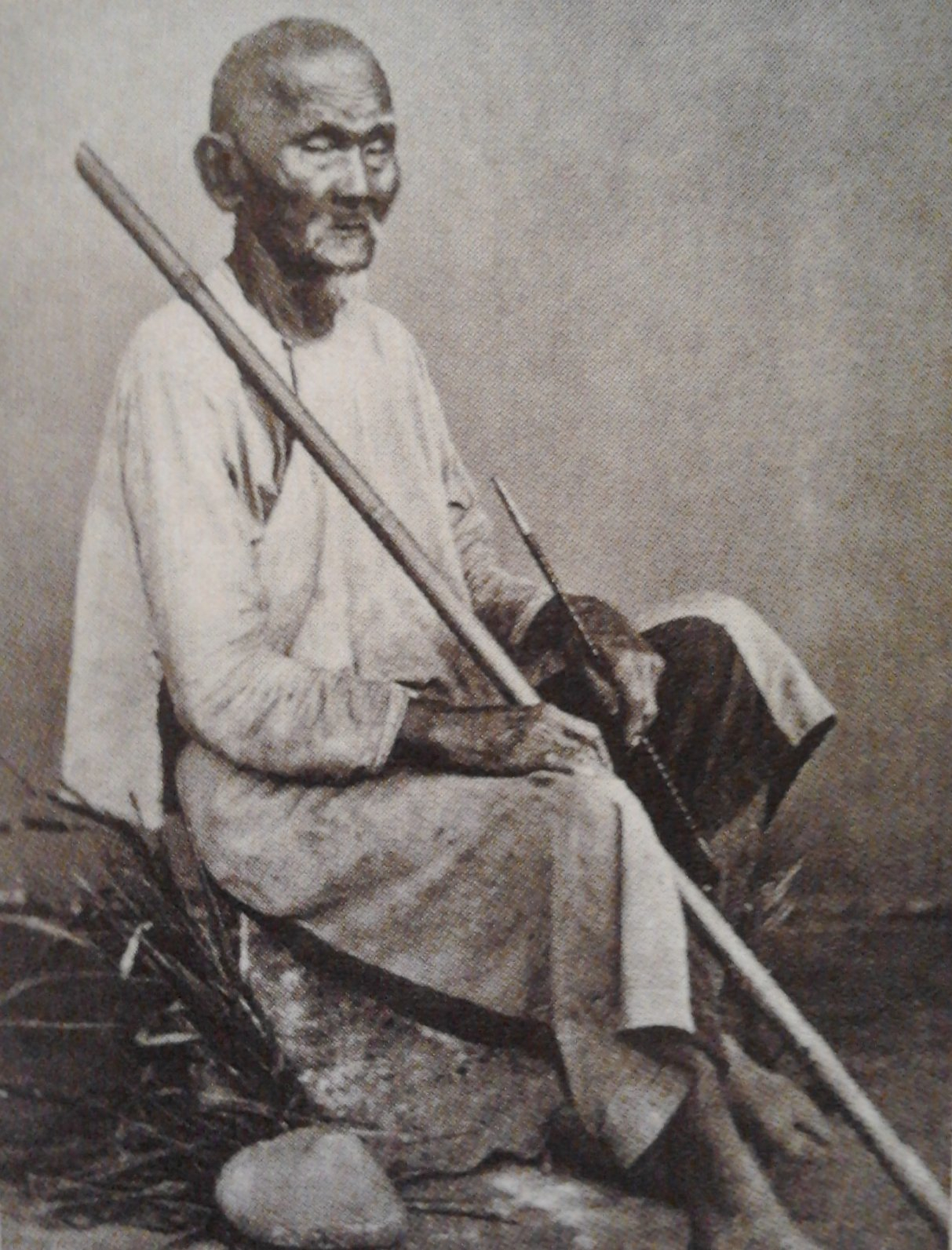
Странник
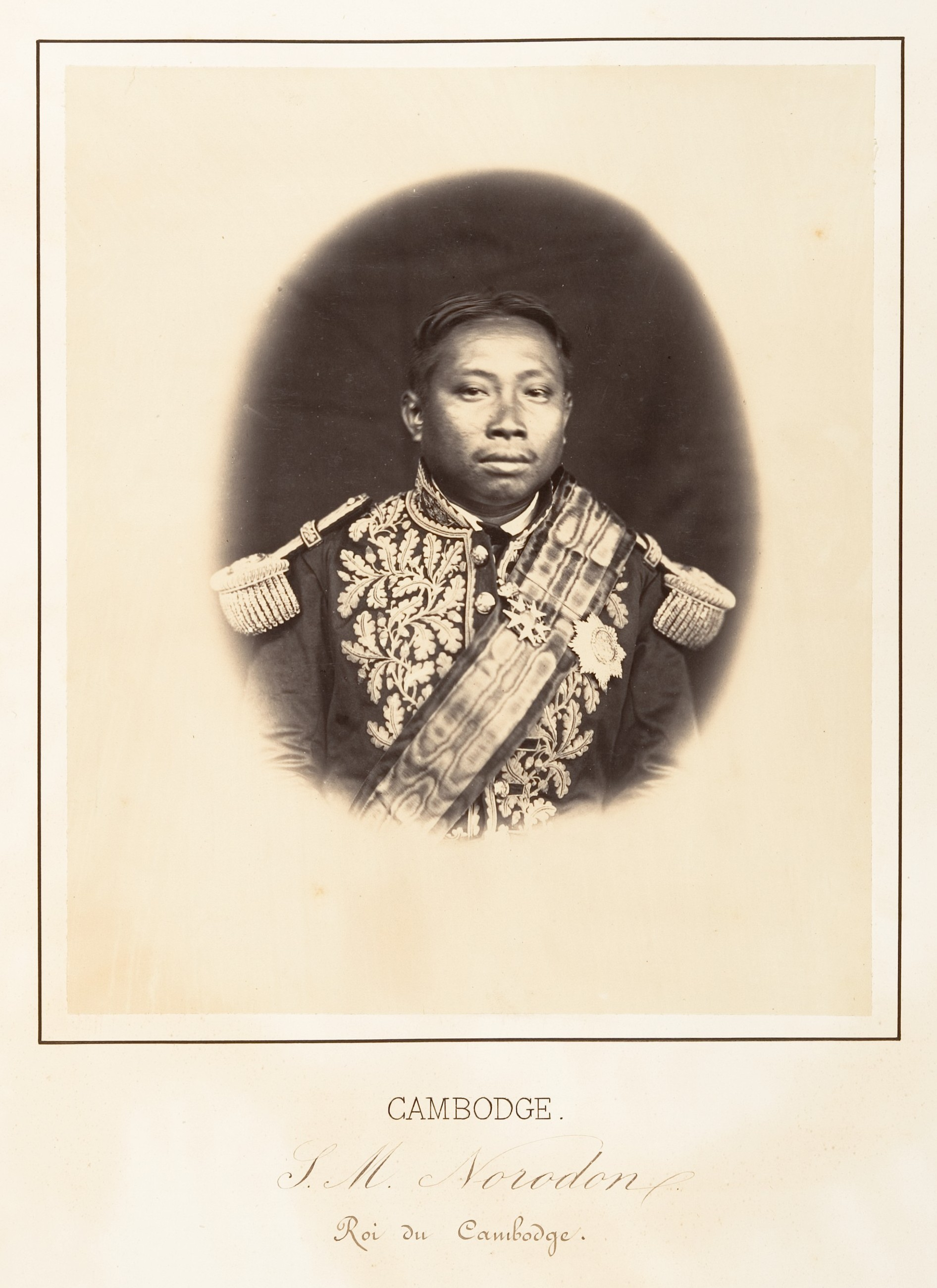
Король Камбоджи Нородом I
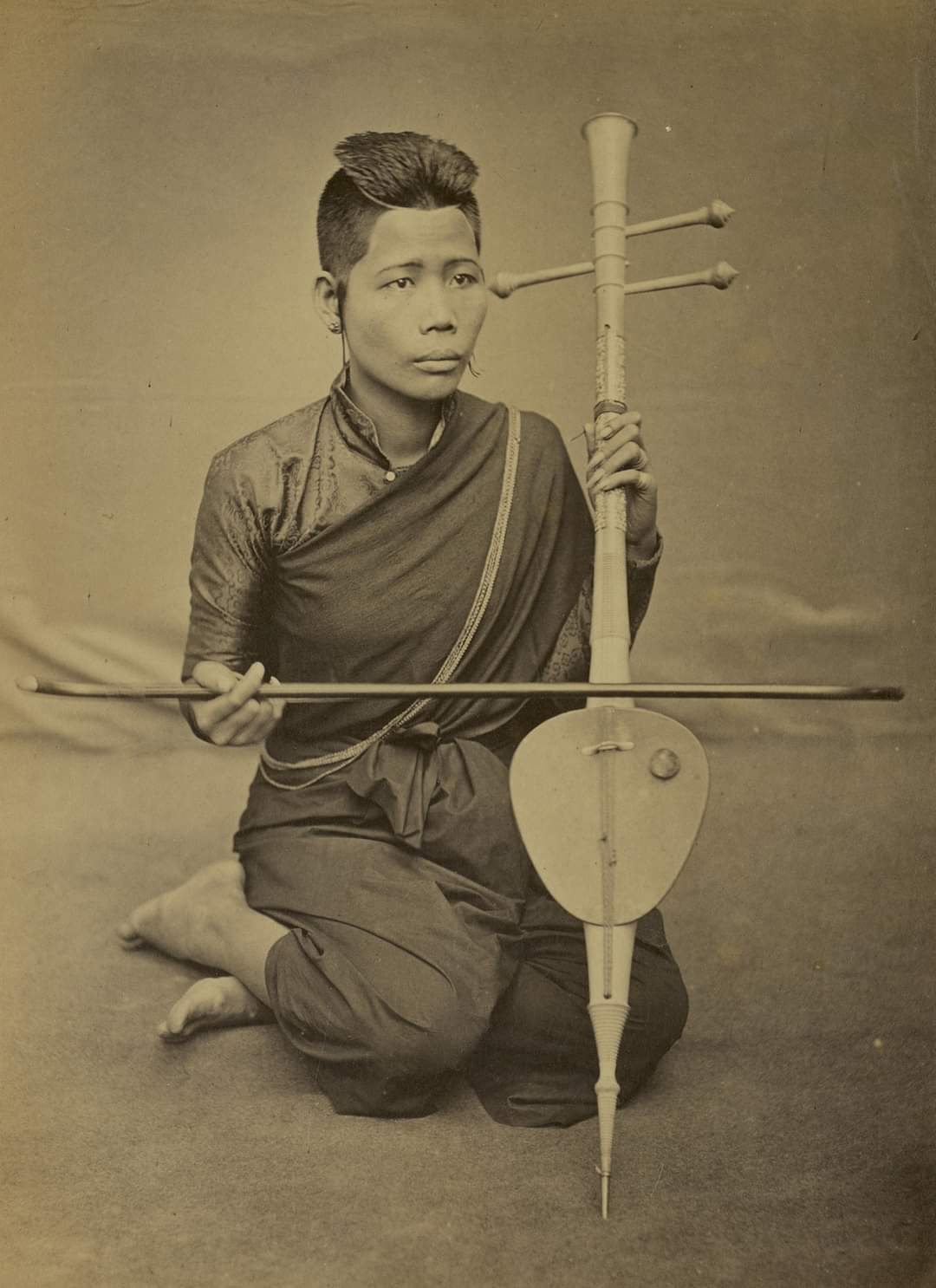
Кхмерский музыкант